# Johannes Bökmann

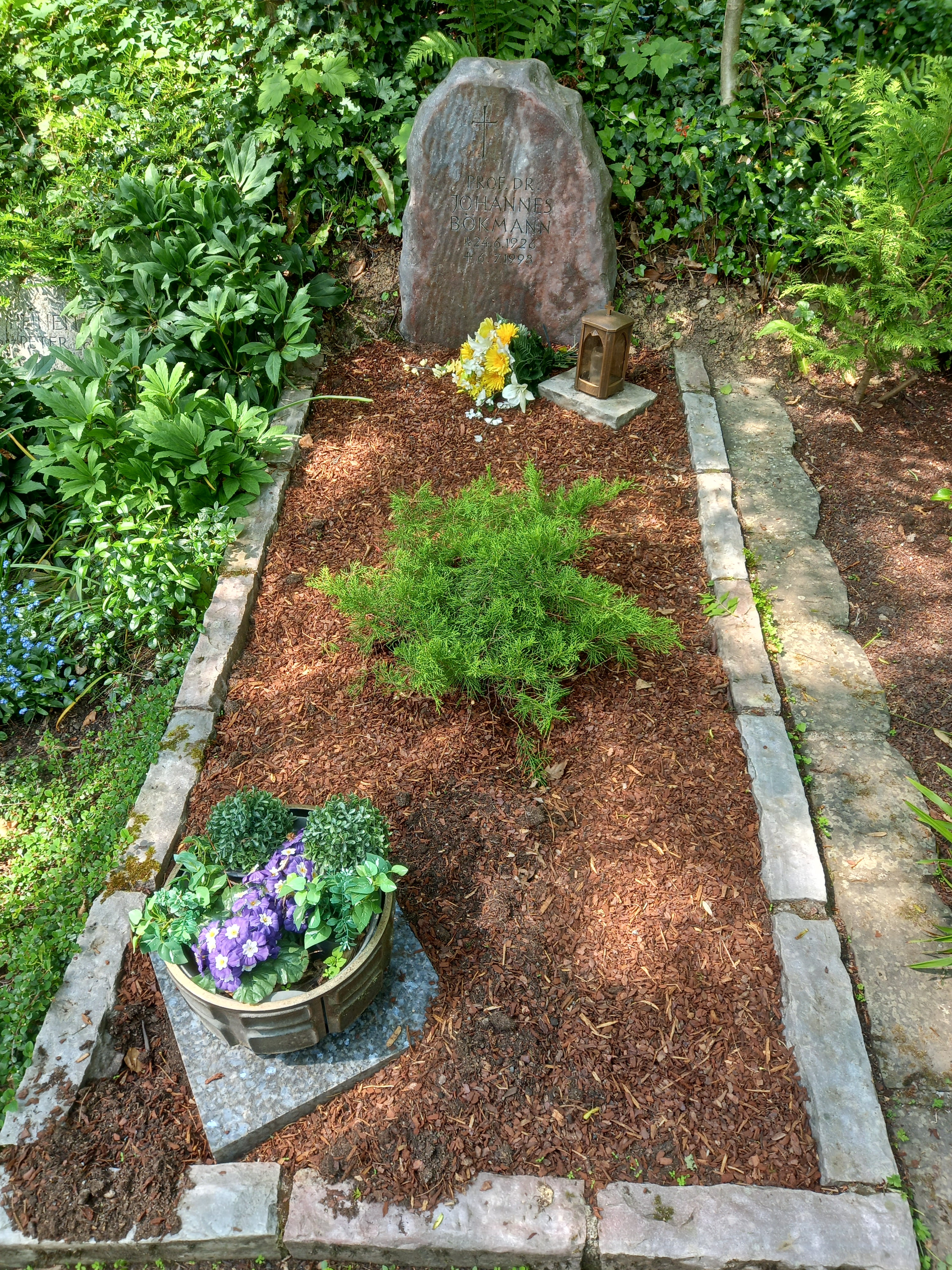
Das Grab von Johannes Bökmann auf dem Waldfriedhof in Rhöndorf

Johannes Bökmann (* 24. Juni 1926 in Stettin; † 4. Juli 1998 in Rhöndorf) war ein deutscher römisch-katholischer Moraltheologe und als Herausgeber der Monatszeitschrift Theologisches ein theologischer Publizist.

## Leben
Johannes Bökmann wurde 1926 in Stettin geboren und verbrachte dort seine Kindheit. Sein Vater, der aus Westfalen stammte, besaß ein großes Regenschirmgeschäft. Seine Mutter war Münchenerin. Er besuchte das König-Wilhelms-Gymnasium in Stettin. Im Zweiten Weltkrieg wurde er als Gymnasiast im April 1943 zum Kriegsdienst als Luftwaffenhelfer und nach dem Abitur 1944 als Soldat zur Wehrmacht einberufen. Er kam als Kriegsgefangener nach England und kehrte im Sommer 1945 nach Westdeutschland zurück, wo sich seine Eltern als Heimatvertriebene in Düsseldorf niedergelassen und ihr Geschäft wiedereröffnet hatten. In Bonn besuchte er das Collegium Albertinum, um an der Universität Bonn Theologie zu studieren und Priester zu werden. 1950 trat er in das Priesterseminar des Erzbistums Köln in Bensberg ein. Die Priesterweihe empfing er am 17. Februar 1952 von Kardinal Frings.
Anschließend war er zwei Jahre Kaplan in Düsseldorf-Unterrath. Zum August 1954 wurde er von der Seelsorge freigestellt, um seine Studien an der Universität Bonn mit dem Schwerpunkt Moraltheologie fortzusetzen. Gleichzeitig arbeitete er bis 1961 als Religionslehrer an verschiedenen Schulen. 1964 erlangte er mit einer Arbeit über die Aufgaben und Methoden der Moralpsychologie die theologische Doktorwürde. Die folgenden vier Jahre war er am moraltheologischen Seminar der Bonner Universität sowohl als geschäftsführender Verwalter als auch als wissenschaftlicher Assistent tätig.
Nach der Ablösung seines Mentors Werner Schöllgen durch Franz Böckle als Lehrstuhlinhaber für Moraltheologie in Bonn ab 1963 musste Bökmann, der mit den Reformen des Zweiten Vatikanischen Konzils nicht einverstanden war, die Universität allerdings ohne Habilitation verlassen und wurde 1968 zunächst Dozent an der Pädagogischen Hochschule Bonn. Am 21. Februar 1970 berief ihn der Kölner Erzbischof Joseph Höffner zum Professor der Moraltheologie am Priesterseminar Köln. Ein halbes Jahr später, am 1. August 1970, ernannte man ihn außerdem zum Dozenten am kirchlichen Institut für Lehrerfortbildung in Essen, einer überdiözesanen Einrichtung der fünf katholischen Bistümer Nordrhein-Westfalens, wo er bis 1991 blieb. 1972 wurde er zusätzlich Professor für Moraltheologie und 1973 Studienleiter am neu errichteten Spätberufenenseminar St. Lambert in Lantershofen (Landkreis Ahrweiler), das er im Januar 1984 wegen seiner von den Studenten als zu konservativ empfundenen Vorlesungen verlassen musste.
In den Diskussionen um die Änderung des § 218 StGB wurde er 1970 vom Katholischen Büro Bonn als Sprecher der römisch-katholischen Kirche in das mehrtägige Experten-Hearing des Bonner Bundestags zur Reform des Sexualstrafrechtes entsandt. In den Jahren 1976 bis 1979 war er auch Richter am Offizialat Köln.
1980 übernahm Bökmann als Nachfolger von Wilhelm Schamoni sowohl die Redaktion als auch die Herausgabe der theologischen Zeitschrift Theologisches, die er bis zu seinem Tod 1998 innehatte. Unter seiner Leitung wurde die Beilage, die zusammen mit einem Anzeigenblatt kostenlos an Pfarrhäuser und kirchliche Einrichtungen verteilt wurde, zu einer der auflagenstärksten theologischen Zeitschriften Deutschlands. Bökmann führte die Zeitschrift zur Eigenständigkeit, indem er 1993 zusammen mit Johannes Overath und Walter Hoeres die Übernahme des Blattes durch den neuen Pächter des Anzeigenverlags verhinderte, Albrecht von Brandenstein-Zeppelin, der ihm eine andere, stärker auf die angeblichen Marienerscheinungen in Međugorje fokussierte Ausrichtung geben wollte.
Bökmann war korrespondierendes Mitglied der Päpstlichen Römischen Akademie für Theologie. 1977 wurde er zum Kaplan Seiner Heiligkeit ernannt. In den Auseinandersetzungen um die kirchliche Haltung zur Empfängnisverhütung im Zusammenhang mit der „Pillenenzyklika“ Humanae vitae unterstützte Bökmann energisch die jede Form künstlicher Kontrazeption streng ablehnende Position Pauls VI. Als traditionalistisch orientierter Theologe gehörte er auch zu den scharfen Kritikern der Liturgiereform im Gefolge des Zweiten Vatikanischen Konzils, in der er einen „schwerwiegenden Traditionsbruch“ erkannte, und deren Umsetzung er als „Mißbrauchs-Neuerungen“ qualifizierte.

## Veröffentlichungen (Auswahl)
- Aufgaben und Methoden der Moralpsychologie, Köln/Bonn 1964.
- Die ethische Funktion des Sittenstrafrechts, Köln 1970.
- Nicht unfehlbar? Zum misslungenen Angriff auf die untrügliche Wahrheit, Abensberg 1981.
- Befreiung vom objektiv Guten? Vom verleugneten Desaster der Antikonzeption zum befreiten Ethos, Vallendar-Schönstatt 1982.